# Most towarzyszący

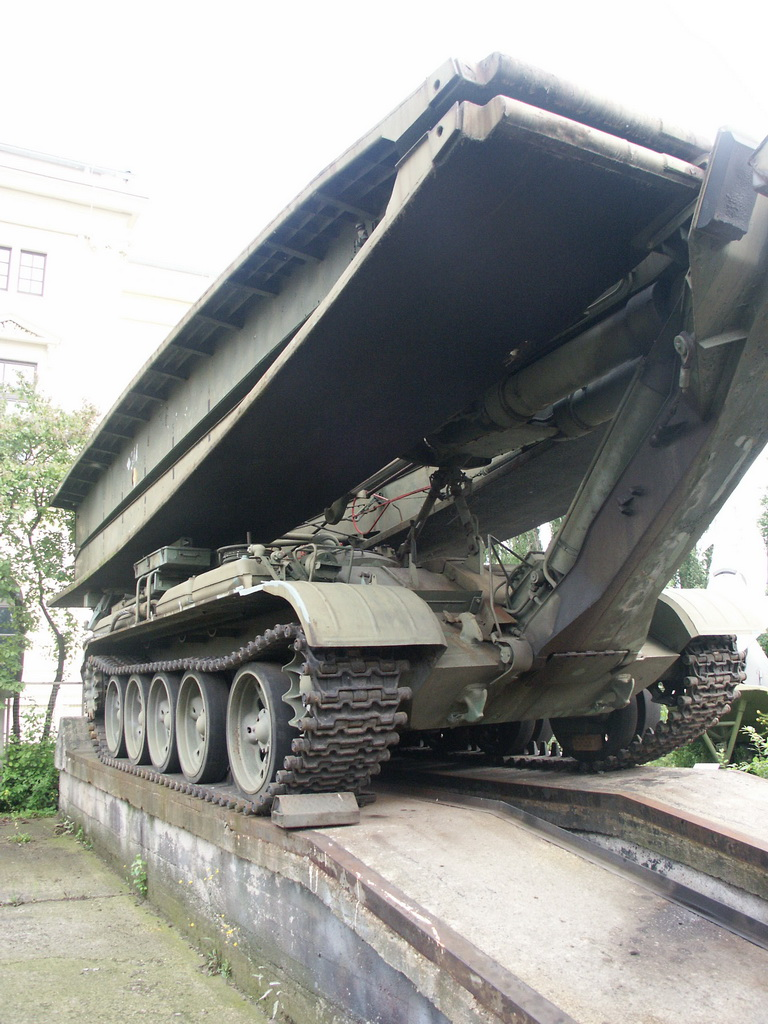
Most towarzyszący BLG-67 na podwoziu czołgu T-55

Most towarzyszący (most szturmowy, most zmechanizowany) – most ustawiany nad wąskimi przeszkodami w trakcie ataku ogniowego wroga, rozkładany lub nasuwany przez przewożące go pojazdy. Przewożenie konstrukcji mostu odbywa się poprzez jej zamontowanie na podwoziu samochodowym, wprost na pojeździe opancerzonym lub poprzez jej holowanie. Budowane do lat 80. XX wieku mosty towarzyszące miały długość do ponad 30 metrów, nośność do 60 ton, a czas ich układania wynosił do 15 minut.. 
Jeśli pojazd przewożący przęsło mostu ma opancerzone podwozie gąsienicowe nazywany jest mostem czołgowym.